# Schachweltmeisterschaft der Frauen 1991
Bei der Schachweltmeisterschaft der Frauen 1991 unterlag Weltmeisterin Maia Tschiburdanidse ihrer chinesischen Herausforderin Xie Jun. Damit kam die Schachweltmeisterin erstmals nach dem Zweiten Weltkrieg nicht aus der Sowjetunion und zudem erstmals seit 1962 nicht aus der Georgischen Sowjetrepublik.

## Interzonenturniere
Bei den Interzonenturnieren 1990 traten je 18 Spielerinnen an, die sich zuvor im regionalen Maßstab bei Zonenturnieren qualifiziert hatten. Aus diesen Turnieren qualifizierten sich je drei Spielerinnen für das Kandidatenturnier. 

## Kandidatenturnier
Das Kandidatenturnier wurde erneut als Rundenturnier ausgetragen, wobei jede Spielerin gegen jede andere anzutreten hatte. Zu den sechs Spielerinnen aus den Interzonenturnieren kamen die beiden Finalistinnen des vorhergehenden Kandidatenturniers. Das Turnier fand im Oktober 1990 in Bordschomi statt.
| Pl. | Name                          | 1 | 2 | 3 | 4 | 5 | 6 | 7 | 8 | Punkte |
| --- | ----------------------------- | - | - | - | - | - | - | - | - | ------ |
| 1.  | Xie Jun                       |   | 1 | 0 | 1 | 1 | 1 | 0 | ½ | 4½     |
| 2.  | Alisa Marić                   | 0 |   | 1 | ½ | 1 | ½ | 1 | ½ | 4½     |
| 3.  | Alissa Galljamowa             | 1 | 0 |   | 0 | 1 | 1 | ½ | ½ | 4      |
| 4.  | Nana Iosseliani               | 0 | ½ | 1 |   | ½ | ½ | ½ | 1 | 4      |
| 5.  | Nona Gaprindaschwili          | 0 | 0 | 0 | ½ |   | 1 | 1 | 1 | 3½     |
| 6.  | Elena Donaldson-Akhmilovskaya | 0 | ½ | 0 | ½ | 0 |   | 1 | 1 | 3      |
| 7.  | Ketino Kachiani               | 1 | 0 | ½ | ½ | 0 | 0 |   | ½ | 2½     |
| 8.  | Eliška Klímová-Richtrová      | ½ | ½ | ½ | 0 | 0 | 0 | ½ |   | 2      |

### Stichkampf
Im anschließenden Stichkampf setzte sich Xie Jun deutlich durch. Dieses Match fand im Februar 1991 zunächst in Belgrad und dann in Peking statt.
|             | 1 | 2 | 3 | 4 | 5 | 6 | 7 | Punkte |
| ----------- | - | - | - | - | - | - | - | ------ |
| Alisa Marić | 0 | ½ | 1 | 0 | ½ | ½ | 0 | 2½     |
| Xie Jun     | 1 | ½ | 0 | 1 | ½ | ½ | 1 | 4½     |

## Weltmeisterschaftskampf
Der Weltmeisterschaftskampf wurde im September und Oktober 1991 in Manila ausgetragen. Hauptschiedsrichter war Robert Graham Wade aus dem Vereinigten Königreich.
|                      | 1 | 2 | 3 | 4 | 5 | 6 | 7 | 8 | 9 | 10 | 11 | 12 | 13 | 14 | 15 | Total |
| -------------------- | - | - | - | - | - | - | - | - | - | -- | -- | -- | -- | -- | -- | ----- |
| Xie Jun              | ½ | ½ | 1 | 0 | 0 | ½ | ½ | 1 | ½ | ½  | 1  | ½  | 1  | ½  | ½  | 8½    |
| Maia Tschiburdanidse | ½ | ½ | 0 | 1 | 1 | ½ | ½ | 0 | ½ | ½  | 0  | ½  | 0  | ½  | ½  | 6½    |